# Palaeeudyptes gunnari
Palaeeudyptes gunnari är en utdöd fågel i familjen pingviner inom ordningen pingvinfåglar. Den beskrevs 1905 utifrån fossila lämningar från sen eocen funna på Seymourön utanför Antarktis.